# David Arthur Granger

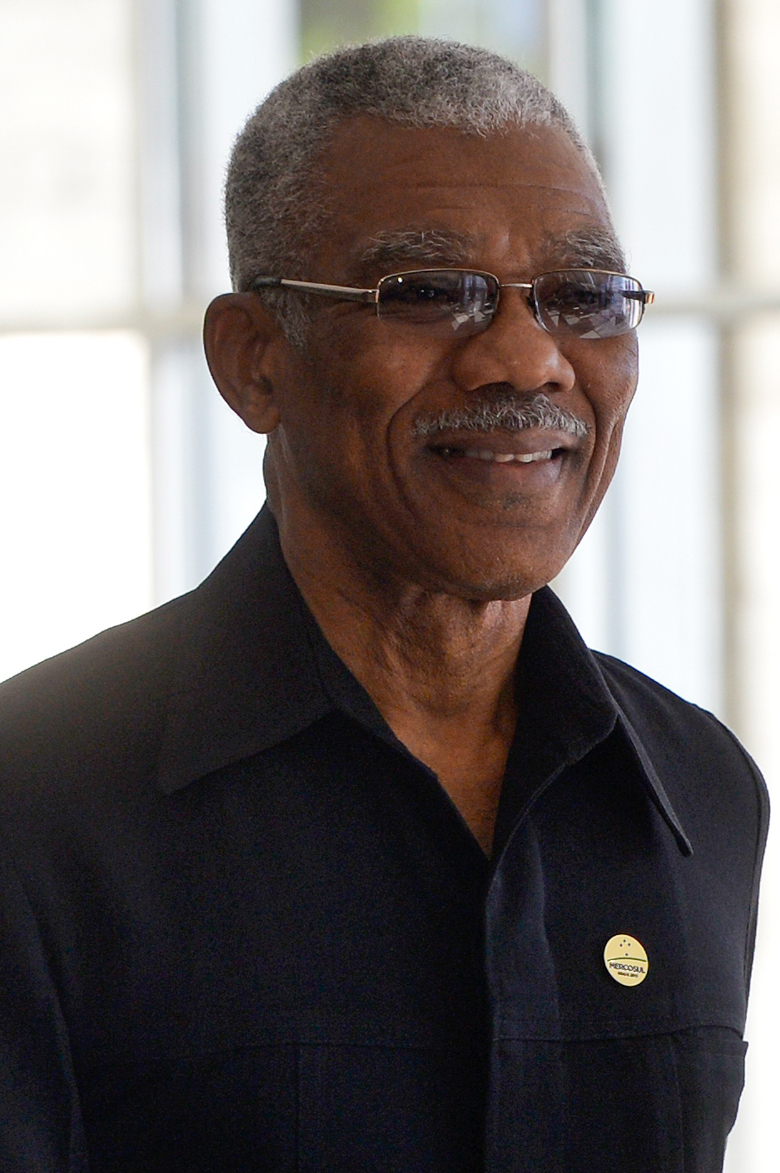

David Arthur Granger (* 15. Juli 1945 in Georgetown) ist ein guyanischer Politiker und ehemaliger hochrangiger Militär. Er war von 2015 bis 2020 Präsident von Guyana.

## Leben

### Ausbildung
David Granger besuchte das Queen’s College, eine der Eliteschulen in Guyana.

### Militär
Nach dem Schulabschluss begann er 1965 eine Offiziersausbildung bei den Streitkräften, den Guyana Defence Forces. Er erhielt seine professionelle militärische Ausbildung in der Heeresleitung und im Ausland (Nigeria, Brasilien und Großbritannien). Als Brigadier wurde er 1979, während der Diktatur von Forbes Burnham, zum Kommandanten der Streitkräfte Guyanas und 1990 zum nationalen Sicherheitsberater des Präsidenten ernannt. Als 1992 Cheddi Jagan zum Präsidenten gewählt wurde, schied er aus dem aktiven Militärdienst aus.

### Politik
Im Jahr 2010 bewarb er sich erstmals als Präsidentschaftskandidat, unterlag als Kandidat der Oppositionskoalition bei der Wahl in 2011 jedoch dem späteren Präsidenten Donald Ramotar.  Granger wurde am 16. Januar 2012 einstimmig als Führer der Opposition in der Nationalversammlung gewählt.
2015 trat Granger erneut als Präsidentschaftskandidat der Oppositionskoalition an und wurde bei der Wahl am 11. Mai 2015 mit der Mehrheit der abgegebenen Stimmen zum Präsidenten von Guyana gewählt. Seine Vereidigung erfolgte am 16. Mai 2015.
Am 21. Dezember 2018 sprach das Parlament Granger das Misstrauen aus. Der Verfassung gemäß hätte daraufhin innerhalb von 90 Tagen ein neues Parlament gewählt werden müssen. Die Regierung focht das Misstrauensvotum jedoch gerichtlich an und konnte so Zeit gewinnen. Am 18. Juni 2019 entschied der Caribbean Court of Justice (CCJ) in letzter Instanz, dass das Misstrauensvotum gilt und dass die Regierung Neuwahlen anzusetzen habe. Die gerichtlich angeordneten Wahlen fanden schließlich am 2. März 2020 statt. Die Wahlkommission erklärte die regierende APNU–AFC-Koalition mit 59.077 Stimmen Vorsprung vor der PPP zur Wahlsiegerin. Die Stimmauszählung war jedoch nach den Feststellungen internationaler Wahlbeobachter teilweise regelwidrig erfolgt. Nach anhaltenden Protesten verständigten sich Regierung und Opposition schließlich auf eine Neuauszählung. Diese lief jedoch sehr schleppend an. Am 18. Mai 2020 waren erst 642 von 2339 Wahlurnen neu ausgezählt. Nach dem Ende der Neuauszählung wurde die Niederlage bestätigt und Irfaan Ali wurde neuer Präsident.

## Privates
Im November 2018 wurde bei ihm Krebs diagnostiziert.